# 凪沙ゆう
凪沙 ゆう（なぎさ ゆう）は、日本のAV女優。ARROWS所属。

## 略歴・人物
2017年12月、「美郷つばさ（みさき つばさ）」としてAVデビュー。所属事務所はマインズ。
2018年4月、ARROWSに所属事務所を移し「凪沙ゆう」に改名。

## 出演作品

### アダルトDVD
2018年
- ヤリマンドキュメント File.13 つばさちゃん(21)（1月26日、プレステージ）※「つばさ」名義
- 100%完全ガチ交渉!噂の素人激カワ 看板娘×PRESTIGE PREMIUM 10（2月23日、プレステージ）
- 真エクストリームドミネーションMIX 5（4月6日、バトル）
- 20代にしてスナックを切り盛りする美人ママに生中出し（5月11日、S級素人）※「つばさ」名義
- 朝までハシゴ酒× PRESTIGE PREMIUM 03（5月25日、プレステージ）
- 客引きナンパSEX in池袋・新宿・中野（6月8日、BAZOOKA）
- 若者のセックス離れって本当!?　街で見かけた一般の男女に謝礼でキスのお願い! その後二人っきりにさせたら謝礼なしで進展はあるのか!? 2（6月10日、ホットエンターテイメント）※「ゆずき」名義
- 悪質シロウトナンパ 6 お願い！素股してくれませんか? カチカチ生チ●ポが直接アソコに擦れて思わず濡れちゃう女の子 ぬるぬるワレメにツルっと生挿入!（7月10日、ブリット）
- ピチピチ高卒女子社員 人材不足に補充で来た女子社員は学生時代に援●交際でもしていたのか若いのにやたらオヤジ心をソソらせる甘えぶり!なので仕事はできないが気になって仕方ありません。（7月12日、SOSORUGARCON）
- 素人男女観察! モニタリングAV 兄と妹の絆を徹底検証!! 『兄妹で水着でお風呂に入ってみませんか!?』 背中洗いミッション、全裸ミッションで賞金も高額に! 果たして兄と妹は越えちゃいけない禁断の一線を越えてしまうのか?（7月19日、お夜食カンパニー）
- 脳イキ変態 小悪魔ギャル爆誕!! ず〜っと乳首こねくりながらオナニーさせて焦らし寸止め絶頂後ひたすら連撃ピストン ガールズバー店員なぎさちゃん(仮名)（9月14日、REAL）※「なぎさ」名義
- イマドキ☆ぐうかわギャル女子●生 Vol.005（9月28日、BAZOOKA）
- デリヘル呼んだら学生時代僕をイジメていた友達だった件について（10月5日、ONEZ）
- デリヘル呼んだら昔好きだった女の子が…!! 気まずい雰囲気で恥ずかしそうに素股プレイをしているとぐちょ濡れマ●コにヌルッと生挿入! そのまま生中出しできるのか!?（10月12日、S級素人）
- 【泥酔キメパコ】クソエロ華奢ボディの変態ドM娘! 酒と媚薬を飲ませまくりアヘアヘ中出し懇願 オナドールになってもーたwww（10月19日、チキチキカマー）
- 見つめながらシコシコシコ 手コキ天使 恥ずかしいけどガン見しちゃうのが素人女子!!（11月10日、ホットエンターテイメント）
- 生中出しヤリマンギャルビッチ Vol.006（12月14日、BAZOOKA）

2019年
- 童貞さんいらっしゃい! 経験人数3桁越え!? ヤリマンギャル チャレンジ・ザ・ミッション 寸止めプレイ&逆レイプ  恥じらい赤面素股プレイ中にぐちょぐちょマ○コにヌルッと挿入筆おろし（1月11日、S級素人）※「ゆう」名義
- 働く新卒社会人と性交。 VOL.010（1月11日、BAZOOKA）
- 生保レディの枕営業術 Vol.001（2月22日、BAZOOKA）
- 制服待ち合わせデリヘル 素股中にヌルっと挿入そのまま生中出し Vol.004（2月22日、BAZOOKA）
- 挑発プリ尻食い込み制服ギャル VOL.001（4月12日、BAZOOKA）